# Ljudmila Dolar Mantuani

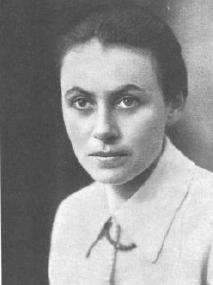
Ljudmila Dolar Mantuani, ca. 1940

Ljudmila Dolar Mantuani (* 5. Juli 1906 in Celje, Herzogtum Steiermark, Österreich-Ungarn; † 22. September 1988 in Toronto, Kanada) war eine jugoslawische Geologin und Petrologin.
Dolar Mantuani graduierte 1929 an der Universität Ljubljana und promovierte dort 1935. Nach dem Studium unterrichtete sie an einem Gymnasium. 1940 wurde sie Assistenzprofessorin für Petrographie und optische Erforschung von Mineralien und Gesteinen an der Universität Ljubljana.
Dolar Mantuani vertiefte ihr Studium an den Universitäten Zagreb, Rom, Vancouver und Essen (Deutschland). Später wurde sie wissenschaftliche Mitarbeiterin an der University of British Columbia in Vancouver und wissenschaftliche Beraterin bei der Wasserkraftkommission von Ontario, in Toronto.
Nach 1971 arbeitete sie als unabhängige Forscherin für mehrere kanadische private und staatliche Institutionen.